# Cilunculus perspicax
Cilunculus perspicax là một loài nhện biển trong họ Ammotheidae. Loài này thuộc chi Cilunculus. Cilunculus perspicax được miêu tả khoa học năm 1908 bởi Loman.